# Argyrospila striata
Argyrospila striata är en fjärilsart som beskrevs av Otto Staudinger 1897. Argyrospila striata ingår i släktet Argyrospila och familjen nattflyn. Inga underarter finns listade i Catalogue of Life.